# Villa von der Heydt (Bad Godesberg)

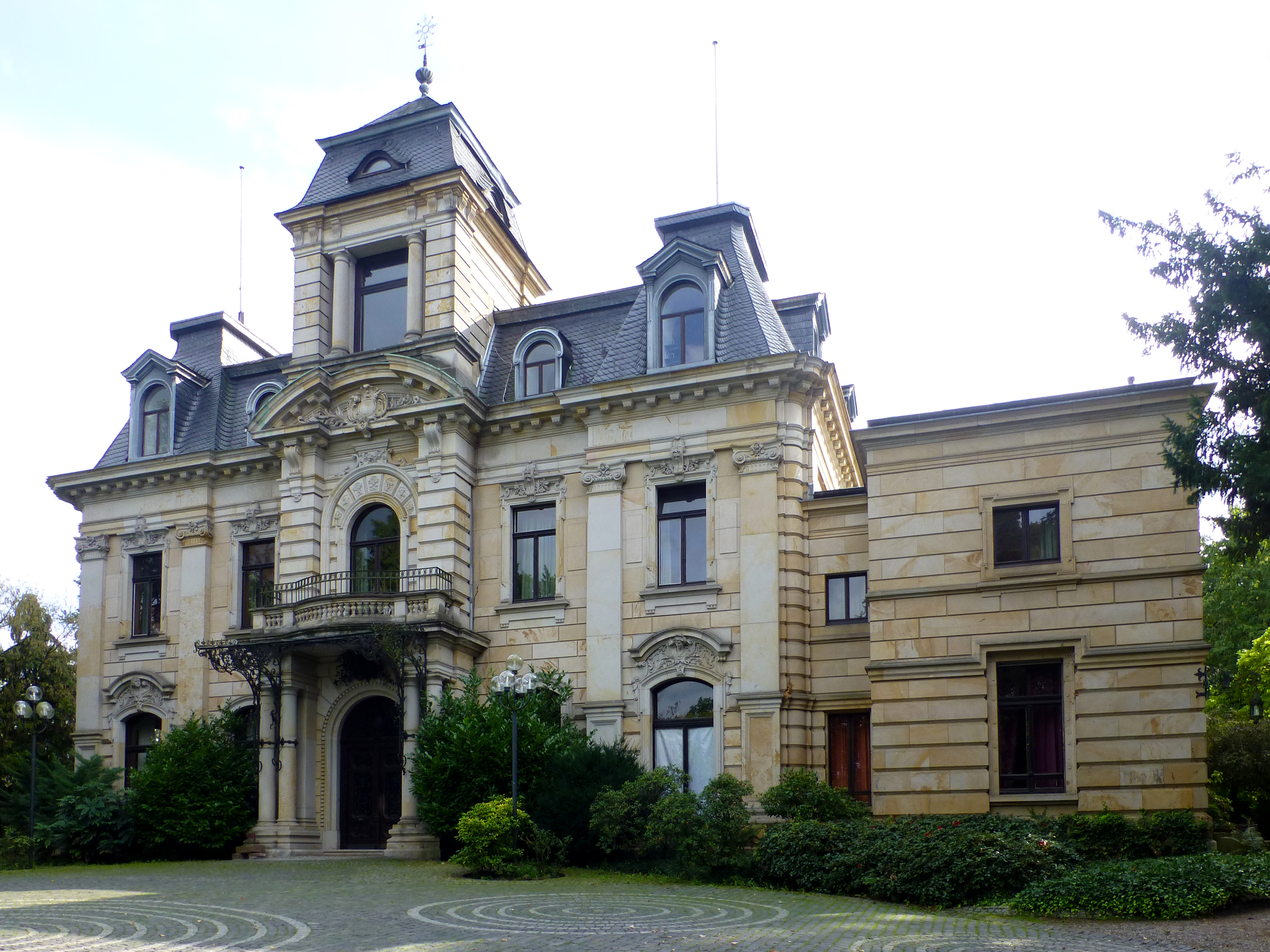
Die nach Norden ausgerichtete Eingangsseite der Villa

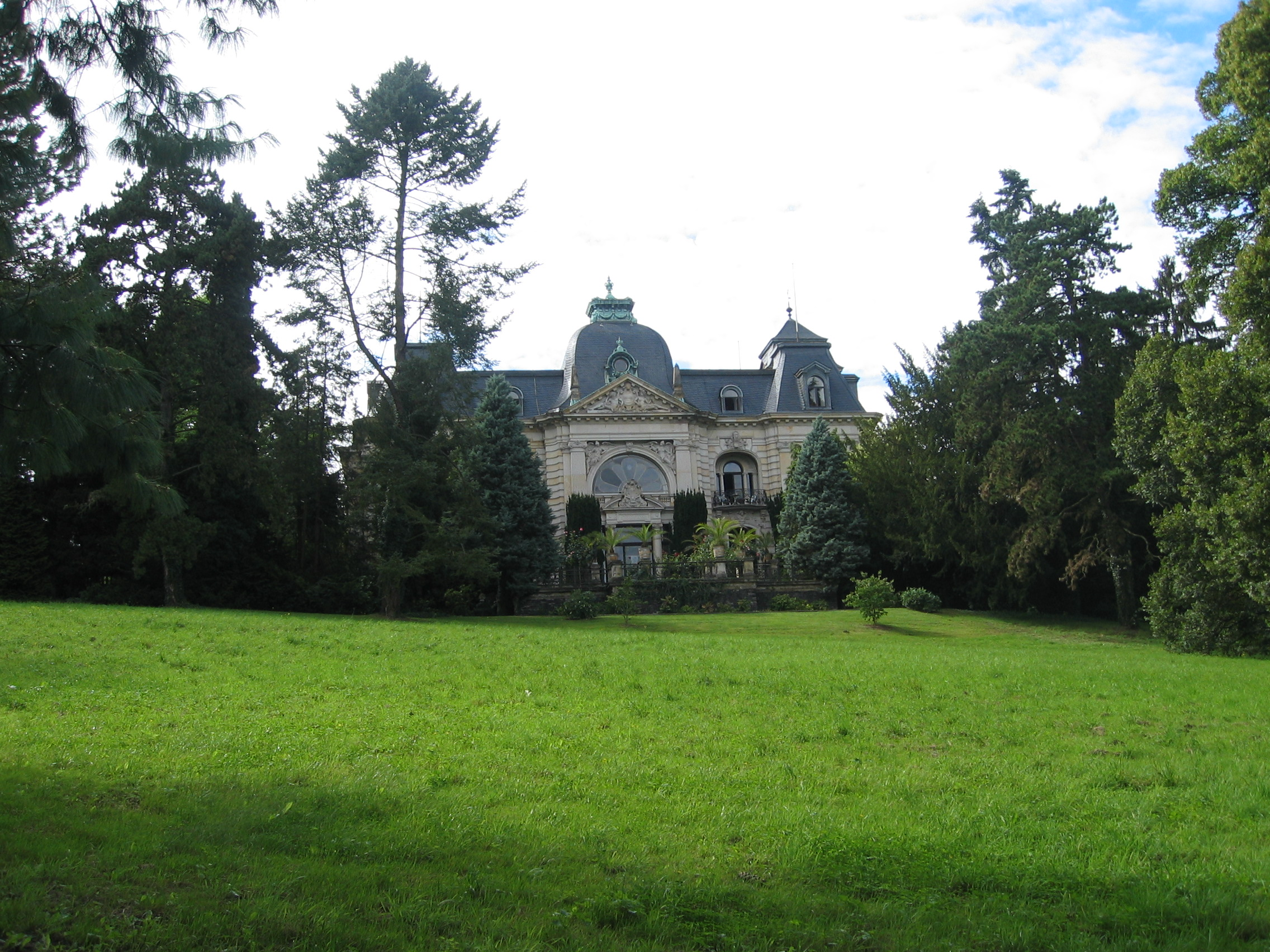
Von der Terrasse an der Hauptfassade bietet sich ein Blick nach Osten über Park, den angrenzenden Bismarckturm und das Rheintal bei Königswinter

Die Villa von der Heydt (auch Schloss auf dem Wacholder und Stella Rheni) im Bonner Ortsteil Alt-Godesberg liegt auf der Wacholderhöhe an der Elisabethstraße 18. Die Ende des 19. Jahrhunderts als Sommersitz errichtete Residenz der Familie von der Heydt wurde 1927 an den Jesuitenorden verkauft, der in der großzügigen Parkanlage eine Privatschule mit Internat – das Aloisiuskolleg – errichtete. Die Villa steht einschließlich historischer Nebengebäude und Park seit dem Jahr 2006 unter Denkmalschutz. Die Stella Rheni wird seit 2016 als Veranstaltungsort genutzt.

## Geschichte

### Sommerfrische für die Familie von der Heydt
Der in Berlin ansässige Bankier Karl von der Heydt erwarb 1890 ein 14,3 Hektar großes Grundstück, genannt „Auf dem Wacholder“, – eine Anhöhe im Westen Bad Godesbergs. Als Junge hatte Heydt oft die Sommerferien bei seinem Großvater Carl von der Heydt in dessen Villa, dem 1861 gekauften, ehemaligen kurfürstlichen Theater und Bürgermeisterhaus an der Godesberger Redoute verbracht. Karl von der Heydt wollte auf dem neuerworbenen Grundstück, das einen weiten Blick auf die Rheinlandschaft um den Drachenfels ermöglichte, einen repräsentativen Sommersitz für sich und seine Familie errichten. Er beauftragte die Elberfelder Architektensozietät Heinrich Plange und Friedrich Hagenberg mit dem Bau eines schlossähnlichen Anwesens. Die ausgedehnte Parkanlage wurde von dem Hofgartendirektor Hermann Walter (damals in Kronberg im Taunus tätig) geplant und unter dem Gartenarchitekten Fritz Gude ausgeführt.
Am 17. Juni 1891 reichte Heydt beim damaligen Godesberger Bürgermeister, Anton Dengler, seinen Bauantrag ein. Die Genehmigung erfolgte am 21. Juli des Jahres. Der Rohbau wurde Mitte Februar 1892 abgenommen. Etwa im Sommer 1893 war die Villa, die am höchsten Punkt des Hügels errichtet worden war, bezugsbereit; diese Jahreszahl findet sich im Emblem über dem Eingangsportal. Zur Übernahme des neuen Besitzes soll Heydt mit seiner Frau Elisabeth (geb. Wülfing, 1864–1961) nach Godesberg gefahren sein, um der Überraschten dort die Schlüssel als Geschenk zu übergeben. Die Straße, von der die Zufahrt zur neuerbauten Villa abging, wurde nach der Hausherrin als Elisabethstraße benannt, den Namen, den sie noch heute trägt. Von nun an verbrachte die Familie die Sommermonate von Mai bis September fast ausnahmslos in der Sommerresidenz.
Noch im Jahr 1893 trat Heydt ein Stück seines Grundstückes an die Stadt Godesberg ab und ermöglichte so die Erschließung der Muffendorfer Höhenlagen. Anlässlich des Meisterturniers beim Kongress des Deutschen Schachbunds im Jahr 1898 veranstaltete Heydt auf seinem Anwesen eine Gartenparty für die Teilnehmer, unter denen auch Adolf Albin, Wilhelm Steinitz und Michail Tschigorin waren. Zur Jahrhundertwende stiftete Heydt einen kleinen, im Osten gelegenen Teil seines Grundstückes als Bauplatz für einen zu errichtenden Bismarckturm, der heute gegenüber dem Zufahrtstor zur Villa an der Elisabethstraße steht.

### Aufenthalt Rilkes
Im August und September 1906 wohnten der Dichter Rainer Maria Rilke und seine Familie als Gäste in der Heydt’schen Villa. Heydt hatte Rilke 1905 in Berlin kennengelernt und wurde einer seiner Mäzene. Rilke hatte die Einladung nach Bad Godesberg angenommen, da er sich auf einer Fahrt nach Meudon befand, wo er beim französischen Bildhauer Auguste Rodin eine Sekretariatsstelle für die Wintermonate antreten sollte. Rilke ermunterte Heydt zu eigenen literarischen Arbeiten. Zum Abschluss seines Aufenthaltes in der Villa von der Heydt hinterließ Rilke am 11. September 1906 im Gästebuch der Heydts ein Gedicht:

„Wer vermag es ein Haus zu bauen?

Die Werke der Männer bauen ein Haus

und die stillen Gefühle der Frauen;

aber die Mädchen blühen und schauen

in die verwandten Gärten hinaus.

Und aus Verträumen und Vertrauen,

aus draußen und drinnen wird erst das Haus.“

Den ersten Band seiner zweiteiligen Gedichtsammlung Neue Gedichte widmete Rilke 1907 dem Ehepaar von der Heydt.

### Erster Weltkrieg und Zwischenkriegszeit
Während des Ersten Weltkriegs stellte Heydt Teile seines Anwesens zur Nutzung als Feldlazarett zur Verfügung; als Chefarzt war hier Carl Brockhaus tätig.
In seinen späteren Lebensjahren gab Heydt seine Bankaktivitäten auf. Die Berliner Bank wurde an das Privatbankhaus Delbrück, Schickler und Co. übertragen, in dem sein Schwiegersohn Imre Karl Michael Julius Freiherr von Palm (1884–1949) als Partner tätig wurde. Die Berliner Villa der Heydts am Landwehrkanal wurde im Jahr 1919 veräußert; Heydt zog nun ganz nach Bad Godesberg. Am 9. August 1922 starb er in seiner Villa auf der Wacholderhöhe. Seine Witwe wollte als aktiv am gesellschaftlichen Leben Godesbergs Teilnehmende nicht mehr auf dem etwas abgelegenen und ihr zu großen Besitz leben und bezog das Familienanwesen an der knapp 1000 Meter entfernt liegenden Redoute, in das später auch ihre Tochter, Gerda de Weerth (1894–1995), einziehen sollte.
Die Villa auf der Wacholderhöhe stand mehrere Jahre lang leer, im Jahr 1926 verkaufte Elisabeth von der Heydt sie an den Jesuitenorden. Vermutlich wurde sie dabei im Auftrag ihres Schwiegersohnes Imre von Palm tätig, der im damaligen städtischen Lageplan bereits als Besitzer ausgewiesen war.

### Aloisiuskolleg
Im Park des 1926 erworbenen Anwesens ließ der Jesuitenorden ab 1927 ein großes, modernes Schulhaus mit Internats- und Wirtschaftsräumen sowie eine Mehrzweck-Turnhalle und Sportplätze bauen – das Aloisiuskolleg (AKO). Die Villa von der Heydt wurde fortan als Stella Rheni bezeichnet und nach Anpassung als Internatsgebäude für männliche Schüler der Unter- und Mittelstufe verwendet. Der Charakter der Innenarchitektur der herrschaftlichen Villa wurde dabei einer möglichst effizienten Nutzung mit Schlafsälen etc. untergeordnet. Ein Teil der Internatsschüler der Oberstufe wurde im historischen Jägerhaus untergebracht.
1968 versuchte der sowjetische Botschafter in Bonn, Semjon Zarapkin, die vormalige Heydt-Immobilie als Botschaftsgebäude zu erwerben. Das bis dahin von den sowjetischen Diplomaten in Bonn genutzte ehemalige Hotel Rolandseck wurde von Zarapkin als ungeeignet angesehen. Nach Absage des Jesuitenordens wurde der Nuntius von Papst Paul bei der deutschen Regierung, Corrado Bafile, um Vermittlungshilfe gebeten. Auch er konnte nichts bewirken.
Ab 1968 hat der neue Leiter des Internats, Pater Ludger Stüper SJ, mit Unterstützung von Stiftern und Spendern versucht, einerseits den herrschaftlichen Charakter des Hauses im Untergeschoss wiedererstehen zu lassen, andererseits die Schlaf- und Wohnräume für die Kinder und Jugendlichen in den oberen Geschossen abwechslungsreich und jugendgerecht zu gestalten. Bewusst wurde von ihm die Neo-Renaissance zum Anknüpfungspunkt für eine Ästhetik benutzt, die auch die Darstellung des halb nackten Körpers in der Antike umfasste. Während zur Ausstattung des Hauses manche Bilder von nur leicht bekleideten Jungen verwendet wurden, die Stüper angefertigt hatte, wurde nach 2010 bekannt, dass er über Jahrzehnte auch Kinder unter Verweis auf diese ästhetische Tradition dazu brachte, sich von ihm nackt fotografieren zu lassen. Auch darüber hinaus diente die ästhetische Referenz zu der von ihm ausgestalteten Villa für Stüper als Anknüpfungspunkt für von ihm verübten Missbrauch. Die Bewunderung für die aufwendige Gestaltung des Hauses und die über den Bezug zur Nacktheit in der Antike von ihm geschaffenen fließenden Übergänge von fragwürdigen zu kriminellen Verhaltensweisen schützten ihn offensichtlich lange Zeit vor Aufdeckung und offenem Widerspruch.
Im Jahr 2014 bot die Schulleitung der Stadt Bonn die Unterbringung von Kriegsflüchtlingen im Jägerhaus an. Die Stadt lehnte ab.

### Veranstaltungsort

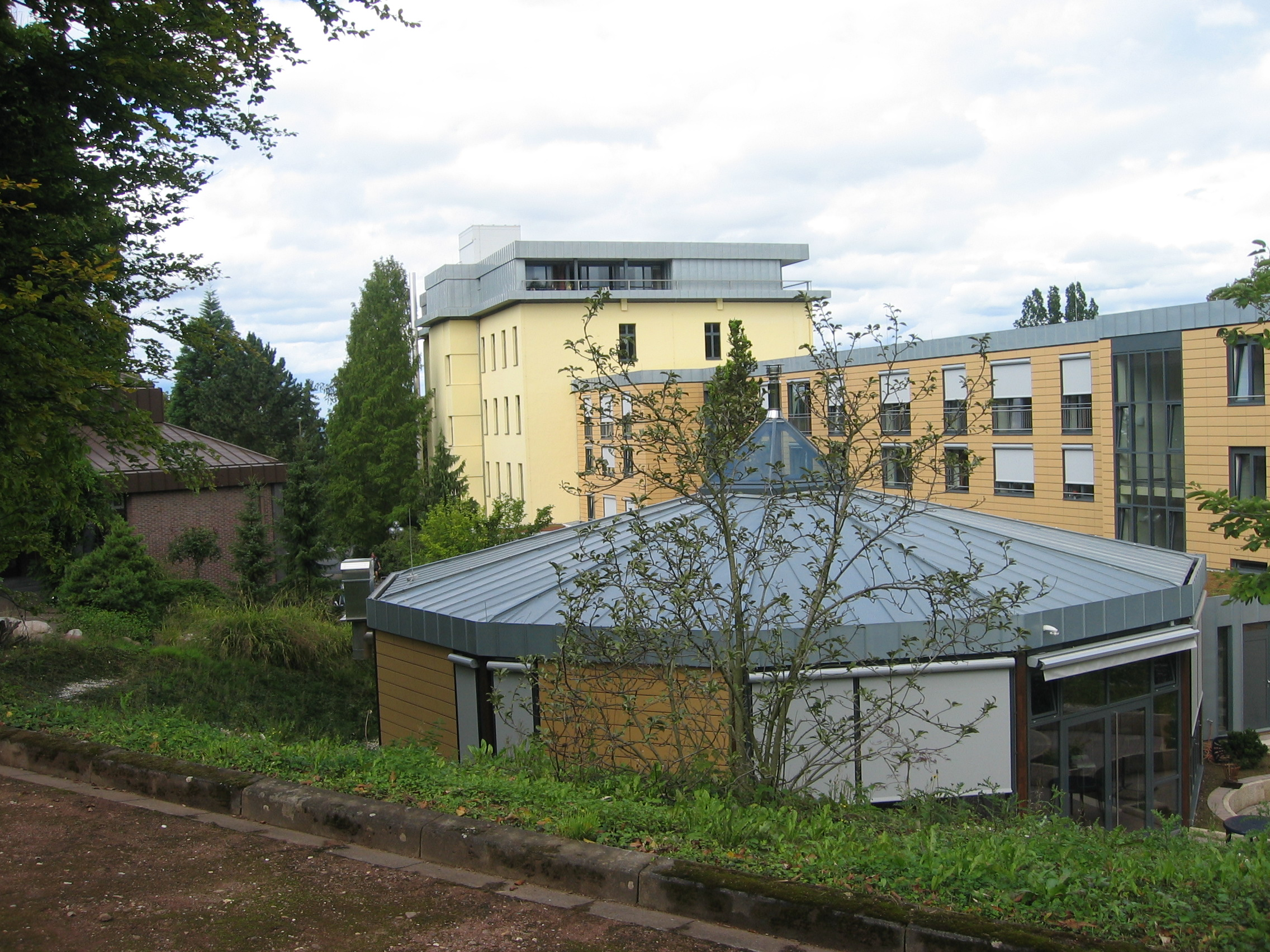
Der moderne Schulkomplex des Aloisiuskollegs

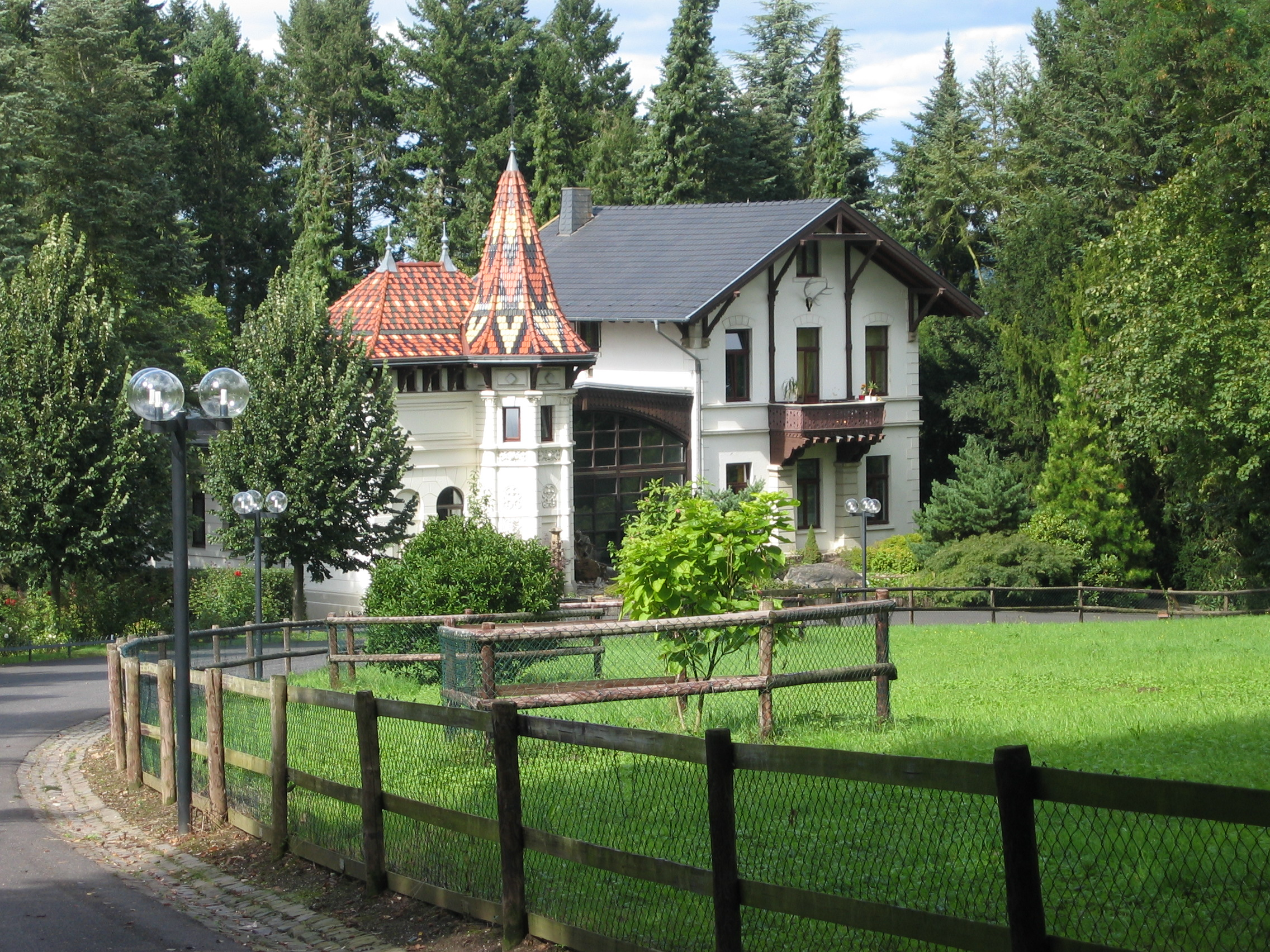
Das Jägerhaus

Seit 2016 wird die Villa nicht mehr zur Unterbringung von Internatsschülern genutzt, sondern für herausgehobene Feste und Veranstaltungen der Schule und des Kollegs, sie wird zu solchem Zweck auch an Außenstehende (z. B. für Tagungen oder Hochzeiten) vermietet.

## Lage und Architektur
Die Villa liegt etwa mittig zwischen der Petersbergstraße im Westen und der Elisabethstraße im Osten. Der Park der Anlage reicht an diese beiden Straßen und beinhaltet an der Westseite Tennisplätze und Freisportanlagen. Im Nordteil des Parkes liegt der Campus der ab 1927 errichteten Schulanlage (Schul- und angrenzendes Internatsgebäude, heute erweitert um eine Kollegskirche, die Rotunde und ein aus der Gründerzeit an die Turnhallen angrenzendes Fachwerkhaus).

### Außenbereich
Auf dem rund 15 Hektar großen Parkgelände ließ Karl von der Heydt die zentral gelegene Villa und das später sogenannte „Jägerhaus“ (auch: Jägerhäuschen) im Schweizer Landhausstil errichten. Neben der Unterkunft für die Gärtner beinhaltete es auch einen Stall und die Remise. Diese beiden Gebäude wurden vom Architektenbüro Plange und Hagenberg entworfen. Außerdem ließ Heydt im Park – wohl etwas später – auch noch ein Gewächshaus und eine Fachwerk-Scheune bauen. Von der Scheune existiert ein Aufrissplan des Bauunternehmens Jäger aus dem Jahr 1895. Scheune wie Gewächshaus sind heute nicht mehr vorhanden.
Die Zufahrt durch den Park zum Ensemble erfolgte ursprünglich durch eine aufwendig gestaltete schmiedeeiserne Toreinfahrt in neubarocken Formen mit den Initialen des Bauherrn von der das Grundstück im Westen einfassenden Elisabethstraße. Heute befindet sich die Hauptzufahrt zum Aloisius-Kolleg an der Petersbergstraße.
Der nach Osten ausgerichteten Hauptfassade der Villa ist eine breite Terrasse vorgelagert. Sie führt über eine Freitreppe zu einer zweiten, unterhalb liegenden Terrasse, von der an den Seiten zwei weitere Treppen zum abfallenden Parkgelände führen. Nach Süden reicht die Terrasse als Weg um das Gebäude. Im Bereich vor dem hier liegenden, ehemaligen Billardzimmer war sie durch eine breite, heute nicht mehr vorhandene Veranda gedeckt. Ab der Terrasse erstreckte sich nach Süden eine von einer Mauer eingefasste Teichanlage mit zwei Fontänen, die ebenfalls nicht mehr existiert.

### Baukörper
Die von Plange und Hagenberg entworfene Villa ist eine kompakte Anlage, die durch ausgeprägt vortretende Baukörperteile (Risalite) optisch eine Mehrflügeligkeit suggeriert. Es entsteht der Eindruck eines großzügigen barocken Gebäudes mit Anklängen an die Renaissance, wie sie bei französischen Schlössern anzutreffen ist.
Der querrechteckig angelegte Baukörper weist überwiegend symmetrische Verhältnisse auf. Die rund 30 Meter lange Hauptfassade ist nach Osten zum abfallenden Park mit einem prächtigen Blick auf das Rheintal ausgerichtet. Die nördliche Eingangsfassade sowie eine ebenfalls dem Park zugewandte Südfassade haben Seitenlängen von etwa 24 Metern. Die Villa verfügt über zwei oberirdische Geschosse sowie ein ausgebautes Dachgeschoss.
Die Umfassungsmauern und sämtliche inneren Wände wurden massiv in Eisenfachwerk erstellt. Die inneren Decken bestehen aus T-Trägern mit zwischengespannten Betondecken. Das aus vielen Elementen bestehende Mansardwalmdach wurde auf Holzschalung schindelgedeckt. Grate und sonstige Dekorationen auf dem Dach wurden in Kupfer oder Zink ausgeführt. Die Fronten erhielten eine Werkstein-Verblendung.

### Innenarchitektur

Der Festsaal mit einem Medusa-Bodenmosaik

Im Inneren des Gebäudes sind einige Räume bemerkenswert: Der zweigeschossige zentrale Festsaal wird von einer Kuppel bekrönt. Von ihm ist ein Blick nach Osten auf die Landschaft des Siebengebirges möglich. Dieser achteckige Raum wird von Säulen mit ehemals vergoldeten korinthischen Kapitellen umschlossen. Die Pendentifkuppel ist kassettengefasst. Ein rundes Bodenmosaik ist eine italienische Arbeit; es zeigt ein Gorgonenhaupt und bezieht sich auf die Mythologie der Medusa. An den Kuppelsaal schließt sich ein weiterer, etwa gleich großer, ebenfalls oktogonaler, wenn auch nur eingeschossiger Raum an. Er ist heute nicht mehr in originaler Ausstattung erhalten und sein ursprünglicher Zweck ist deshalb unklar. Vermutlich handelte es sich um den Speisesaal, worauf ein ehemals hier installierter Speiseaufzug deutet. Der dritte große Raum im Erdgeschoss ist das zur südlichen Parkseite gelegene Club- oder Billardzimmer. Die dortigen Wände werden zu zwei Dritteln von einer noch erhaltenen Holzvertäfelung mit neugotischen Elementen bedeckt. Die Decke ist in Holzkassetten gegliedert. Die Türen zu den Räumen (darunter auch eine Bibliothek und ein Musikzimmer) verfügten auf der Flurseite je über eine marmorne, rotbraune Rahmung mit einem undekorierten Bogenfeld; weitgehend sind diese noch bis heute erhalten.
Im 1. Obergeschoss befanden sich die herrschaftlichen Schlaf- und Gästezimmer; im über eine Holztreppe erreichbaren 2. Obergeschoss wohnten die Bediensteten. Die Haupttreppe besteht aus Marmor und verfügt über barock geschmiedete Geländer.  Der Formenstil im Inneren der Villa ist vielfältig. Teilweise barocke Züge zeigen die Kuppel und einige Flurdecken. Die Wände sind eher in klassizistischer Anmutung gestaltet. Das Billardzimmer entspricht in seiner stilvielfältigen Ausgestaltung dem Geschmack der Zeit des Historismus.

### Fassaden
Die Eingangsfront im Norden ist in fünf Fensterachsen gegliedert und wird von einer dominanten Mittelachse betont. Der einachsige, zweigeschossige, vorspringende Mittelrisalit besteht aus einem Eingangsportal mit Rundbogen im Erdgeschoss, einem darüberliegenden Balkon mit Balustrade, einem Rundbogenfenster im oberen Stockwerk und einem darüber liegenden, massiven Segmentbogen. Auf dem Niveau der Rücklage erhebt sich über dem Risaliten ein turmartiger Aufsatz, der die Mittelachse optisch fortsetzt. Der aus dem Mansarddach herausragende Sockel wird von einem Turmmansarddach mit halbgeschossigem Ausbau überdacht. Ursprünglich war der Turm höher; auf dem heute vorhandenen Sockel befand sich ein hoher kupferverkleideter Aufbau mit umlaufenden Fenstern und einem prächtig verzierten Kupferdach. Dieser Aufbau wurde während des Ersten Weltkriegs niedergelegt und eingeschmolzen. Später wurde der Rumpf in seiner heutigen Form ansprechend überdacht.
Die nach Osten ausgerichtete Hauptfassade ist ebenfalls in fünf (großzügigere) Achsen gegliedert und erscheint barock. Die auch hier deutlich heraustretenden Risalite in der Mitte und an den Seiten werden von korinthischen Pilastern eingefasst, die sich über beide Geschosse erstrecken. Im Obergeschoss des Mittelrisaliten befindet sich ein beeindruckendes, etwa vier Meter breites, halbrundes Panoramafenster. Unterhalb des Daches verläuft ein Architrav. Über dem Mittelrisaliten erhebt sich vor dem Dachansatz ein Ädikulagiebel; das Tympanon zeigt eine weibliche und eine männliche Götterfigur. Die beiden Achsen in der Rücklage verfügen über je einen zurückgesetzten Balkon im Obergeschoss.
Die ebenfalls durch die dortige Terrasse in den Park eingebundene Südfassade ist sparsamer gestaltet. Ein wesentliches Gestaltungselement sind auch hier kolossale, allerdings unkannelierte Pilaster. Die Westfassade diente keiner Repräsentation und ist vergleichsweise wenig ausgeformt.

## Kunstwerke
Karl von der Heydt war ein bedeutender Sammler und Kunstmäzen. In den Bad Godesberger Sommersitz verbrachte er seine Kunstwerke der Moderne. Historische Innenaufnahmen der Villa zeigen den Geschmack Heydts bezüglich Architektur und Innenausstattung mit Kunstwerken. Beim Aufbau seiner Sammlung wurde er von Wilhelm von Bode beraten, dem damaligen Direktor des Kaiser-Friedrich-Museums in Berlin. Von ihm angeleitet, erwarb er neben moderner Malerei auch afrikanische Plastiken, die ebenfalls in der Godesberger Villa ausgestellt wurden.

### Kunstwerke in der Villa
Im Festsaal standen in zwei Brunnennischen Marmorskulpturen von Gustav Eberlein und Wilhelm Neumann-Torborg (dargestellt waren die Göttinnen Flora und Psyche). Beide Künstler waren mit dem Hausherrn befreundet.
Im (vermutlichen) Esszimmer befand sich eine Skulptur von Auguste Rodin (Frère et Sœur). Heydt hatte sie über die Vermittlung von Rilke erworben. Eine große als Panoramabild ausgeführte Wandmalerei (umlaufend, oberhalb der Vertäfelung) im Billardzimmer hatte Fritz Roeber geschaffen. Sie bezog sich auf die isländische Edda-Sage.
Ein besonderes Verhältnis verband Heydt mit dem Künstler Ludwig von Hofmann. Er war einer der ersten Kunden des Malers und erwarb dessen Bild Idyll. Es wurde in das Treppenhaus der Godesberger Villa gehängt. Bei einem Besuch des Malers in Rom gab Heydt 1896 weitere Arbeiten zur Dekoration seiner Villa in Auftrag. Heydt schrieb später dazu: „Bald hernach gab ich Hofmann einen noch bedeutenderen Auftrag. Über den vier Türen die von den die Godesberger Halle umgebenden Zimmern in diese führten, hatten die bogenförmig verlaufenden Marmorumrahmungen den Platz für vier Supraporten gelassen, die ich ihn nun bat, dekorativ auszufüllen.“ Die vier anzufertigenden Supraporten (Drei Mädchen am Bach, Frau am See, Junges Paar und Goldenes Zeitalter) vollendete Hofmann bis 1899. In den Gemälden beschwor Hofmann nach der Kunsthistorikerin Annette Wagner-Wilke den paradiesischen Einklang von Mensch und Natur. Beim Verkauf der Villa an die Jesuiten behielt die Witwe von der Heydt die Supraporten. In den 1970er Jahren wurden sie an den Kölner Wilko von Abercron verkauft. Eines der Gemälde befindet sich heute in Darmstadt, der Aufenthaltsort der anderen ist unbekannt.
In weiteren Räumen der Villa befanden sich Kunstwerke u. a. von Bernhard Hoetger, Renée Sintenis, Max Liebermann, Lovis Corinth und Claude Monet, Walter Leistikow oder Giovanni Segantini.

### Kunstwerke im Park

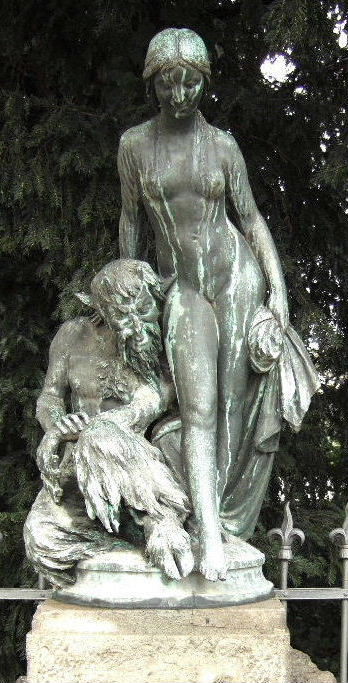
Brunnenensemble Faun und Nymphe

Auch in seinem Park stellte Heydt verschiedene Kunstwerke auf. In einem Rondell stand eine Kalksteinsäule, die dem römischen Kaiser Probus gewidmet war (Inschrift: „Divo Probo“ – dem göttlichen Probus). Die Säule enthielt ein Relief von Wilhelm Neumann-Torborg, auf dem tanzende Jugendliche dem Weingott Bacchus huldigen. Eine Marmorbüste von Probus, die auf der Säule stand, wurde nach dem Ersten Weltkrieg gestohlen. 1973 wurde die Säule vom Park des Aloisiuskollegs auf den Bad Godesberger Theaterplatz, an dem eine Fußgängerzone entstanden war, umgesetzt. Bei der Umsetzung wurde der Sockel mit der Inschrift erneuert, nicht jedoch die Inschrift.
Eine Vestalinnenstatue von dem Bildhauer und Künstlerfreund Heydts, Gustav Eberlein, hatte Gerda de Weerth beim Verkauf der Villa mitgenommen. Sie schenkte sie 1970 dem Stadtbezirk Bad Godesberg. Die Statue stand vor der Redoute und wuchs im Laufe der Zeit ein. Im Jahr 2000 ließ das Rheinische Amt für Denkmalpflege die Steinskulptur zur Restaurierung abholen. Da die Stadtverwaltung darüber nicht informiert wurde, kam es zu öffentlichkeitswirksamen Ermittlungen um das als gestohlen vermutete Kunstwerk.
1912 gab Heydt an Neumann-Torborg den Auftrag für die Gestaltung eines Parkbrunnens. Der Künstler schuf 1892 ein „Faun-und-Nymphen“-Ensemble. Auf einem rund ein Meter hohen steinernen Brunnen in Form eines Felsens steht eine ebenfalls rund einen Meter hohe Bronzegruppe: der sitzende Faunus mit Bocksfüßen und einer Panflöte und die stehende, nackte Nymphe. Wie auch die Skulptur der Vestalin hatte die Heydt-Tochter Weerth den Brunnen vor ihr Haus an der Redoute aufstellen lassen. Auch ihn schenkte sie 1970 dem Stadtbezirk. Auf Initiative des Bad Godesberger Vereins für Heimatpflege und Heimatgeschichte wurde der Brunnen im Jahr 2013 auf einen repräsentativeren Standort zwischen Redoute und Haus an der Redoute versetzt. Da viele Kunstwerke Neumann-Torburgs während des Zweiten Weltkriegs zerstört wurden, gilt die Godesberger Skulptur als das bedeutendste erhaltene Werk von ihm.

## Trivia
Einem Artikel der Zeitschrift Focus zum Leben Stefan Raabs folgte eine von Medien aufgegriffene Gegendarstellung des Moderators, in der er unter anderem die Behauptung zurückwies, als Schüler des Aloisiuskollegs in der Stella Rheni gelebt zu haben.